# Hylte
Hylte è un comune svedese di 10 231 abitanti, situato nella contea di Halland. Il suo capoluogo è la cittadina di Hyltebruk.

## Località
Nel territorio comunale sono comprese le seguenti aree urbane (tätort):
| # | Località  | Popolazione |
| - | --------- | ----------- |
| 1 | Hyltebruk | 3 742       |
| 2 | Torup     | 1 239       |
| 3 | Unnaryd   | 760         |
| 4 | Rydöbruk  | 385         |
| 5 | Landeryd  | 372         |
| 6 | Kinnared  | 297         |